# Pauline Delpech
Pour les articles homonymes, voir Delpech et Bidegaray.
Pauline Delpech, née Bidegaray le 20 août 1981 dans le 14e arrondissement de Paris, est une actrice, femme de lettres et femme politique française.
Membre d'Europe Écologie Les Verts (EELV) puis d'Écologistes ! Elle est conseillère du 17e arrondissement de Paris de 2014 à 2018.

## Biographie

### Engagements sociaux
En 2012, Pauline Delpech pose seins nus en tant que marraine de la campagne pour le dépistage contre le cancer du sein organisée à l'occasion d'octobre rose, par l'association « Le cancer du sein, parlons-en ! »,. Elle réitère cette action en 2014.
En 2012, elle participe à l'album caritatif Je reprends ma route en faveur de l'association « les Voix de l'enfant ».
En 2014, elle participe de nouveau à une campagne afin de sensibiliser les femmes au dépistage du cancer du sein. Photographiée pour la campagne de la 21e édition de l'« Octobre Rose », l'écrivaine française pose de nouveau seins nus. Pauline Delpech regarde l'objectif de la caméra en adressant un message ferme. « Faites comme moi. Le dépistage sauve des vies », peut-on lire sur l'affiche.[réf. nécessaire]

### Engagement politique
En octobre 2013, Pauline Delpech se lance en politique avec Europe Écologie Les Verts (EELV), annonçant qu'elle conduira la liste du parti dans le 17e arrondissement de Paris pour les élections municipales de 2014 en tant que personnalité d'ouverture. Le 23 mars 2014, sa liste obtient 6,58 % des suffrages exprimés et elle est la seule élue du parti écologiste au soir du premier tour au conseil de secteur (la candidate UMP Brigitte Kuster l'emportant avec 53,53 % des voix). Elle siège en tant que conseillère du 17e arrondissement.
Elle est à l'origine d'un groupe de travail contre le tabagisme qui souhaite durcir le projet de loi en préparation sur le sujet (par des rencontres avec des députés), notamment contre les multinationales du secteur par le lancement de la première Action collective sur l'entente illicite des prix du tabac, par une contribution de 500 millions d'euros sur les gains de l'optimisation fiscale mise en œuvre par les cigarettiers et par l'obligation de contribuer à l'élimination des mégots. Elle est régulièrement citée par la presse pour des actions de lobbying en faveur de SICPA, une société suisse active dans la traçabilité du tabac,. La lobbyiste « jure que son combat contre le tabac est désintéressé : "Vous pouvez regarder partout, je n’ai aucun lien financier avec Yves Trévilly ou avec Sicpa." ».
Le 8 octobre 2015, elle est nommée secrétaire nationale du nouveau parti Écologistes !.
Avec Sanseverino, elle préside le comité de soutien de Jean-Luc Bennahmias pour la primaire citoyenne de 2017.

### Faits divers
En 2008, Pauline Delpech est condamnée par la justice à payer plus de 3 000 euros de factures de gaz non payées jusqu'alors, ainsi que 500 euros de remboursement de frais de justice au plaignant, Charles-Emmanuel Herbière.

### Dans les médias
Pauline Delpech participe régulièrement au jeu Mot de passe diffusé par France 2 et présenté par Patrick Sabatier. Au cours de l'année 2013-2014, elle présente l'émission Parlons campagne réalisée par Alexis de Vigan sur Campagnes TV. Une émission d'entretiens sur le thème de la campagne.[réf. nécessaire]

### Vie privée
Pauline Delpech est la belle-fille de Michel Delpech, dont elle a pris le nom.
Elle est mariée à Pierre Antoine Caillon.
Elle a dû lutter contre l'anorexie ; dans Voici, elle a raconté son expérience douloureuse et comment, à l'hôpital psychiatrique, elle a subi des « électrochocs qui ont fait disparaître une partie de sa mémoire ».

## Filmographie

### Cinéma

#### Longs métrages
- 2008 : Disco : Christelle
- 2010 : Coursier : La standardiste
- 2011 : La Croisière : Collaboratrice Alix
- 2013 : Miles of a Dream

#### Courts métrages
- 2003 : L'homme de la boîte
- 2007 : Périphérique blues

### Télévision

#### Séries télévisées
- 2006 : R.I.S. Police scientifique : Laura Lagrange

#### Téléfilms
- 2010 : La Peau de chagrin : Aquilina

## Émissions de télévision
- 2006 : Tout le monde en parle
- 2007 : 93, Faubourg Saint-Honoré : Elle-même
- 2007 : La Méthode Cauet
- 2007 : On n'est pas couché
- 2007 : Salut les Terriens
- 2007 : Vivement dimanche
- 2007-2013 : Le Grand Journal de Canal+
- 2008 : T'empêches tout le monde de dormir
- 2010 : Vie privée, vie publique
- 2010 : Élection de Miss France
- 2010 : Le Grand Restaurant : Caroline, une cliente du restaurant
- 2013 : C à vous
- 2015 : La Vie secrète des chansons
- 2016 : Mille et une vies/Mille et une vies rêvées

### Scénariste

#### Courts-métrages
- 2014 : Corto

## Théâtre
- Fenêtre sur couple de Georges Feydeau
- Dégâts d'égo d'Erwan Larher
- Et si on y allait de Romain Girot
- Je t'aime pour toujours de Rachel Moïse

## Publications
Comme romancière, elle a créé le personnage du commissaire André-Georges Barnabé, le héros central et tourmenté de ses trois premiers romans.
Aventures du commissaire Barnabé
- Sous la neige noire, Michel Lafon, 2007  (ISBN 978-2-2531-2294-4)
- Et je brûlerai ton cœur de pierre, Michel Lafon, 2008  (ISBN 978-2-7499-0797-0)
- Le Sang des tourterelles : dans les brumes du Nord, Michel Lafon, 2009  (ISBN 978-2749910123)

Autre
- Souvenance, Michel Lafon, 2013